# Olympiade - Hjemkomst
|  | Denne artikel er oprettet af botten Steenthbot ud fra en ekstern database. Den kan derfor have sproglige fejl eller mangler. Denne skabelon kan fjernes efter kontrol af indholdet. |

Olympiade - Hjemkomst er en dansk dokumentarisk optagelse fra 1948.

## Handling
De danske atleter vender hjem fra De Olympiske Lege 1948 i London. Med sig har de hele 20 medaljer, heraf fem i guld, syv i sølv og otte i bronze. De stolte atleter får en hjertelig modtagelse på Rådhuspladsen og i Roskilde, hvor tusindvis af mennesker er mødt op. På podiet på Rådhuspladsen ses bl.a. Karen Hoff, der har vundet guld i 500 m enerkajak, Karen Margrethe Harup, der har vundet guld i 100 m rygsvømning og Greta Andersen, der har vundet guld i 100 m fri. I Roskilde hyldes roerne Finn Pedersen, Tage Henriksen og Carl-Ebbe Andersen, der har vundet guld i disciplinen Toer med styrmand.